# Кастеллі (округ)
Округ Кастеллі (ісп. Castelli) — адміністративно-територіальна одиниця 2-ого рівня у провінції Буенос-Айрес в центральній Аргентині. Адміністративний центр округу — Кастеллі (ісп. Castelli).
Населення округу становить 8205 осіб (2010). Площа — 2063 кв. км.

## Історія
Округ заснований у 1865 році.

## Населення
У 2010 році населення становило 8205 осіб. З них чоловіків — 3997, жінок — 4208.

## Політика
Округ належить до 5-ого виборчого сектору провінції Буенос-Айрес.